# Cosmarium conspersum
Cosmarium conspersum var. latum là một loài Song tinh tảo trong họ Desmidiaceae, thuộc chi Cosmarium.